# 大森勝長
大森 勝長（おおもり かつなが、明暦2年（1656年） - 正徳2年2月26日（1712年4月1日））は、江戸時代の武士、旗本。初名は元友。通称は忠六郎、彦大夫、八郎右衛門、半七郎。父は鳥居忠春（鳥居成次二男）。母は安藤正珍の娘。大森好輝の養子になり、その娘を妻とした。徳川家綱に仕える。養子に大森時長（土屋正敬三男）がいる。時長は、使番、目付、長崎奉行（1732年-1734年）など務めた。

## 生涯
延宝6年（1678年）小姓組番士、小姓組青山信濃守組に番入りした。延宝8年（1680年）蔵米300俵賜る。その後、大森好輝の嫡子が早世したため、好輝の養子になった。貞享元年（1684年）大森の遺跡を継ぐ(先の蔵米300俵は返上）。貞享5年（1689年）9月、江戸城桐之間番を命じられるが、同年10月、小姓組への帰番を命じられた。元禄5年（1692年）小川町の拝領屋敷を木挽町丹羽遠江守屋敷との相対替えし、木挽町へ移ることになった。宝永2年（1705年）甲斐国山梨郡、八代郡の知行700石は上知され、替わりに駿河国富士郡大岩村、上中里村内に700石を賜った。正徳2年（1712年）2月26日死去。享年57。葬地は江戸小日向清巌寺である。